# André Zorn
André Zorn (* 10. April 1963 in Arnstadt) ist ein deutscher Meteorologe und Politiker (PDS, Die Linke). Er war 1990 Abgeordneter in der Berliner Stadtverordnetenversammlung.

## Leben
André Zorn absolvierte von 1982 bis 1987 an der Berliner Humboldt-Universität ein Studium der Meteorologie mit Diplom. Er war dann zunächst bis 1990 im Flugwetterdienst der DDR tätig, anschließend im Bereich des Immissionsschutzes sowie seit 1992 bei Messstellen für Luftschadstoffe und Gerüche. Seit 2015 ist er Sachverständiger für Ausbreitung von Luftbeimengungen.

## Partei und Politik
Für die PDS hatte Zorn 1990 ein Mandat in der Ost-Berliner Stadtverordnetenversammlung inne. Seit 2009 gehört er für Die Linke dem Gemeinderat von Frankenhain an.